# Damson Crittenden
Crittenden's Damson sinónimo: Farleigh Damson es una variedad cultivar de ciruelo (Prunus domestica subsp. insititia), de las denominadas ciruelas europeas.
Una variedad de ciruela que se cree que tiene su origen en Kent (Inglaterra), conocida ya en 1820. Las frutas son pequeñas y ovaladas ligeramente cónico, algo más grande y gruesa que la mayoría de las ciruelas damascenas, con el color de la piel negro azulado oscuro, piel gruesa, ácida, y pulpa de color verde amarillento, textura bastante firme, jugosa y subácida con un sabor auténtico a ciruela, bueno y bastante rico.

## Sinonimia
- "Farleigh Damson",
- "Crittenden Damson",
- "Cluster Damson",
- "Crittenden's Damson",
- "Crittenden's Prolific Damson",
- "Farleigh Prolific",
- "Prolific Damson".

## Historia
La ciruela 'Crittenden' es una variedad muy antigua también llamada 'Crittenden Damson' y 'Farleigh Damson', que se dice fue encontrada creciendo silvestre en Kent, en los alrededores de "Farleigh", por un tal Mr. James Crittenden alrededor de 1820. Hogg la registra, en su "Manual de Frutas" de 1884, como "Crittenden's Damson".
Se considera que es una cepa de la Prunus domestica subsp. insititia, en Inglaterra y países anglo sajones se las nombran como "Bullace" que generalmente se usa para referirse a ciruelas con forma esférica, a diferencia de las ciruelas "Damascenas"-"Damson" que se refieren a las que tienen forma ovalada.
La variedad de ciruela Crittenden' ha sido descrita por : 1. Hogg Fruit Man. 695. 1884. 2, Mathieu Nom. Pom. 426. 1889. 3. Am. Gard. 14:146. 1893. 4. Guide Prat. 163, 353. 1895. 5. Rural N. Y. 55:622. 1896. 6. Cornell Sta. Bul. 131: 184. 1897. 7. Garden 53:266. 1898. 8. Waugh Plum Cult. 127, 128. 1901.

## Características
'Crittenden's Damson' es árbol grande, vigor medio con crecimiento compacto; las hojas son grandes para una ciruela damascena; buenas cosechas; autofértil floración media. Flor blanca, que tiene un tiempo de floración que comienza a partir del 16 de abril con el 10% de floración, para el 21 de abril tiene una floración completa (80%), y para el 2 de mayo tiene un 90% de caída de pétalos. El fruto cuelga en racimos.
'Crittenden's Damson' tiene una talla de tamaño pequeño, ovaladas ligeramente cónico, siendo algo más grande y gruesa que la mayoría de las ciruelas damascenas, con el color de la piel negro azulado oscuro, cubierto de pruina de mediano espesor, punteado pequeño, pocos, piel gruesa, ácida, sutura pronunciada, una línea distinta; ; pedúnculo glabro, bien adherido al fruto con la cavidad del pedúnculo estrecha y apenas pronunciada; pulpa de color verde amarillento, textura bastante firme, jugosa y subácida con un sabor auténtico a ciruela, bueno y bastante rico.
Hueso de semi adherido, a no adherido libre, alargado prominente ventral, sutura ventral estrecha, alada, sutura dorsal aguda o levemente surcada.
Su tiempo de recogida de cosecha es a mediados de septiembre, pero a menudo permanece en el árbol hasta noviembre, cuando los frutos se vuelven dulces y maduros, permaneciendo jugosos.

## Usos
Esta ciruela es bien conocida en los países del ámbito anglosajón. Una verdadera fruta dulce de "postre", más parecida al concepto de sabor que tenemos de una ciruela. Además hace unos muy buenos guisos, licores, mermeladas, empanadas, y para congelación.
Cuando se cocinan, liberan poco jugo, son ricos y dulces, y necesitan poca azúcar.